# Šugrin
Šugrin (cyr. Шугрин) – wieś w Serbii, w okręgu pirockim, w mieście Pirot. W 2011 roku liczyła 57 mieszkańców.